# Le Glacier Moderne
Pour les articles homonymes, voir LGM.

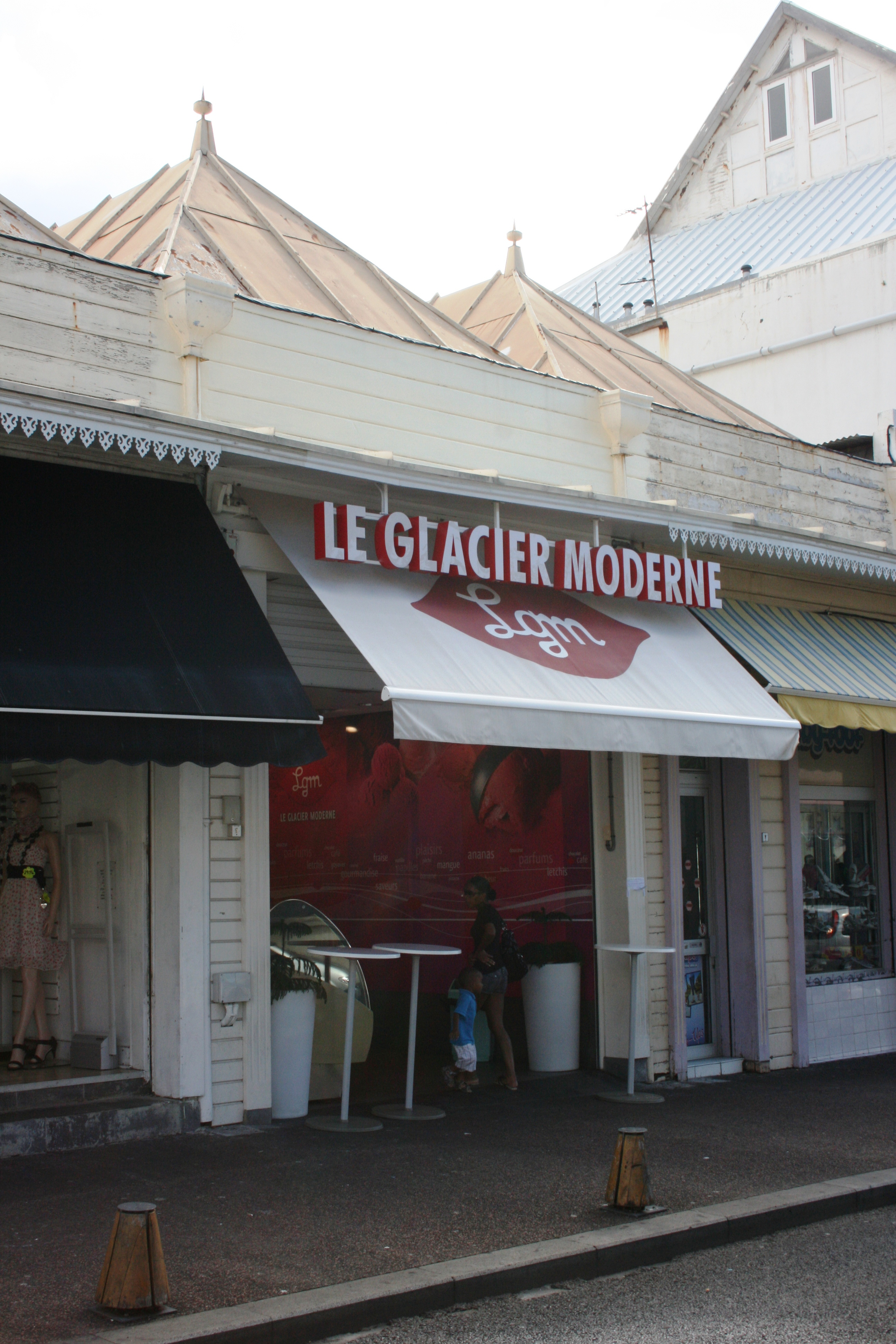
Point de vente Le Glacier Moderne à Saint-Denis de La Réunion.

Le Glacier Moderne, ou LGM, est une franchise française de glaciers implantée à La Réunion et dans plusieurs pays et territoires d'Afrique, tels que le Cameroun et le Sénégal.

## Points de vente

### La Réunion
Le Glacier Moderne dispose de onze points de vente sur l'île de La Réunion, notamment un à Saint-Denis et quatre à Saint-Pierre.

### Reste de l'Afrique
Le Glacier Moderne est implanté sur le continent africain : trois boutiques à Douala, au Cameroun, et une à Dakar, au Sénégal.